# Construction en bois
Une construction en bois est une construction réalisée en bois de construction (massif ou non, dans la construction neuve ou dans certaines réhabilitations), un matériau souvent promu pour sa résistance - même au feu - et pour sa faible empreinte carbone (surtout si la construction est durable et que les bois utilisés proviennent d'essences locales issues de forêt locales gérées de manière soutenable).

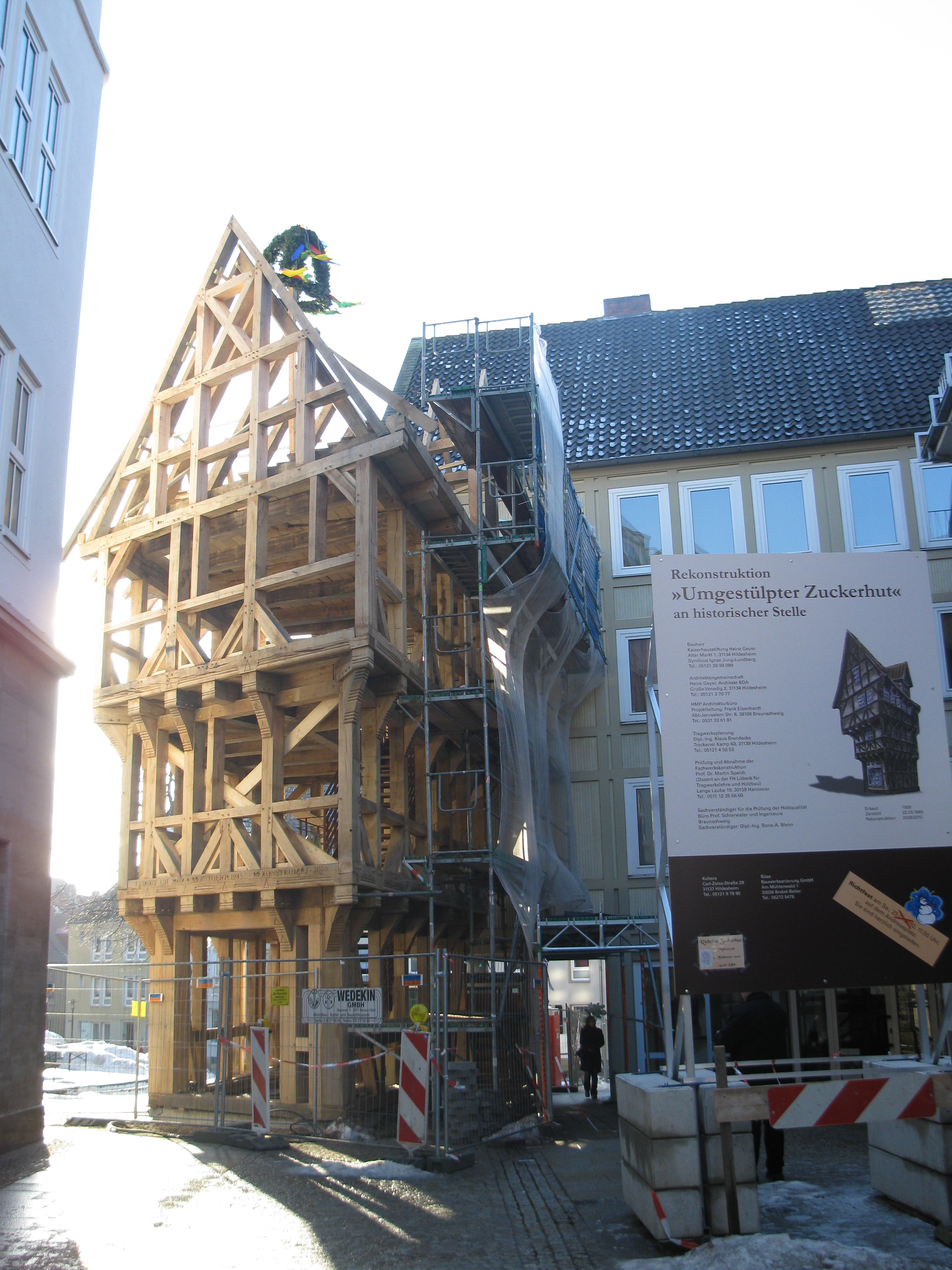
Maison à colombages dite le « Pain de Sucre renversé de Hildesheim », Hildesheim, Allemagne, 1510. Le système constructif est ici de type à bois court.

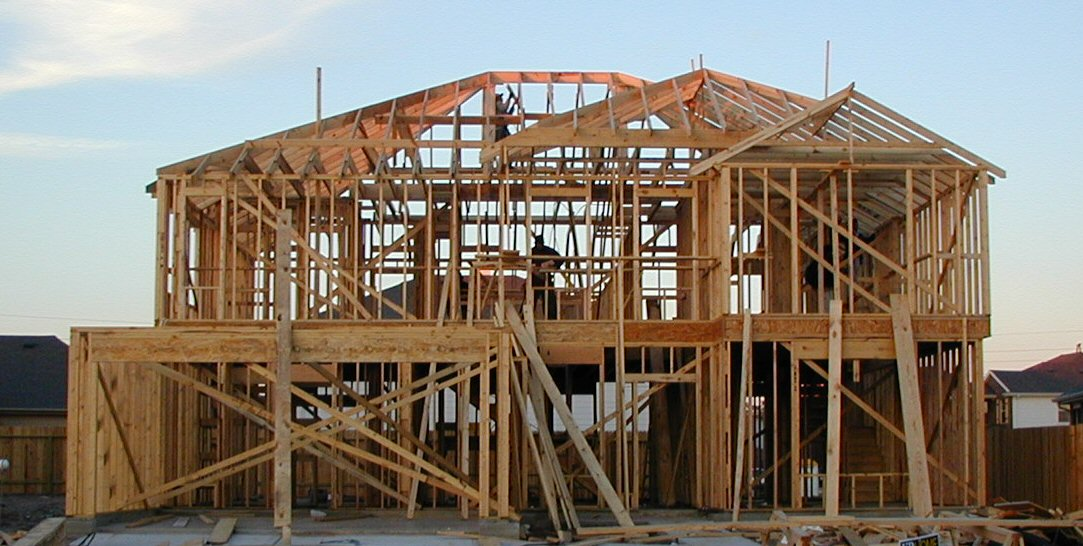
Exemple de maison à ossature-bois de type platform-frame, système répandu aux États-Unis, est un système de type à bois court.

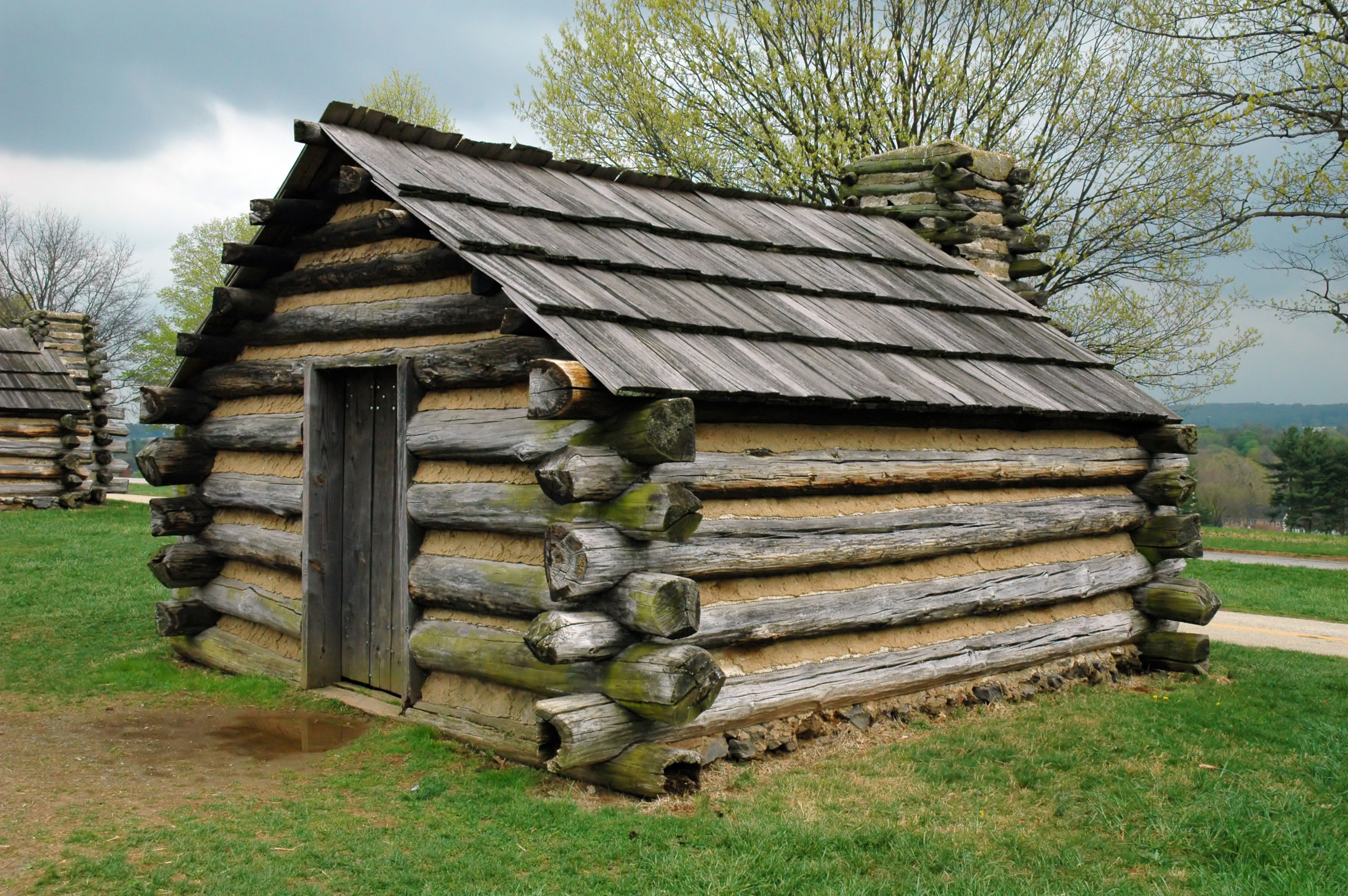
Construction en rondins empilés, Amérique du Nord.

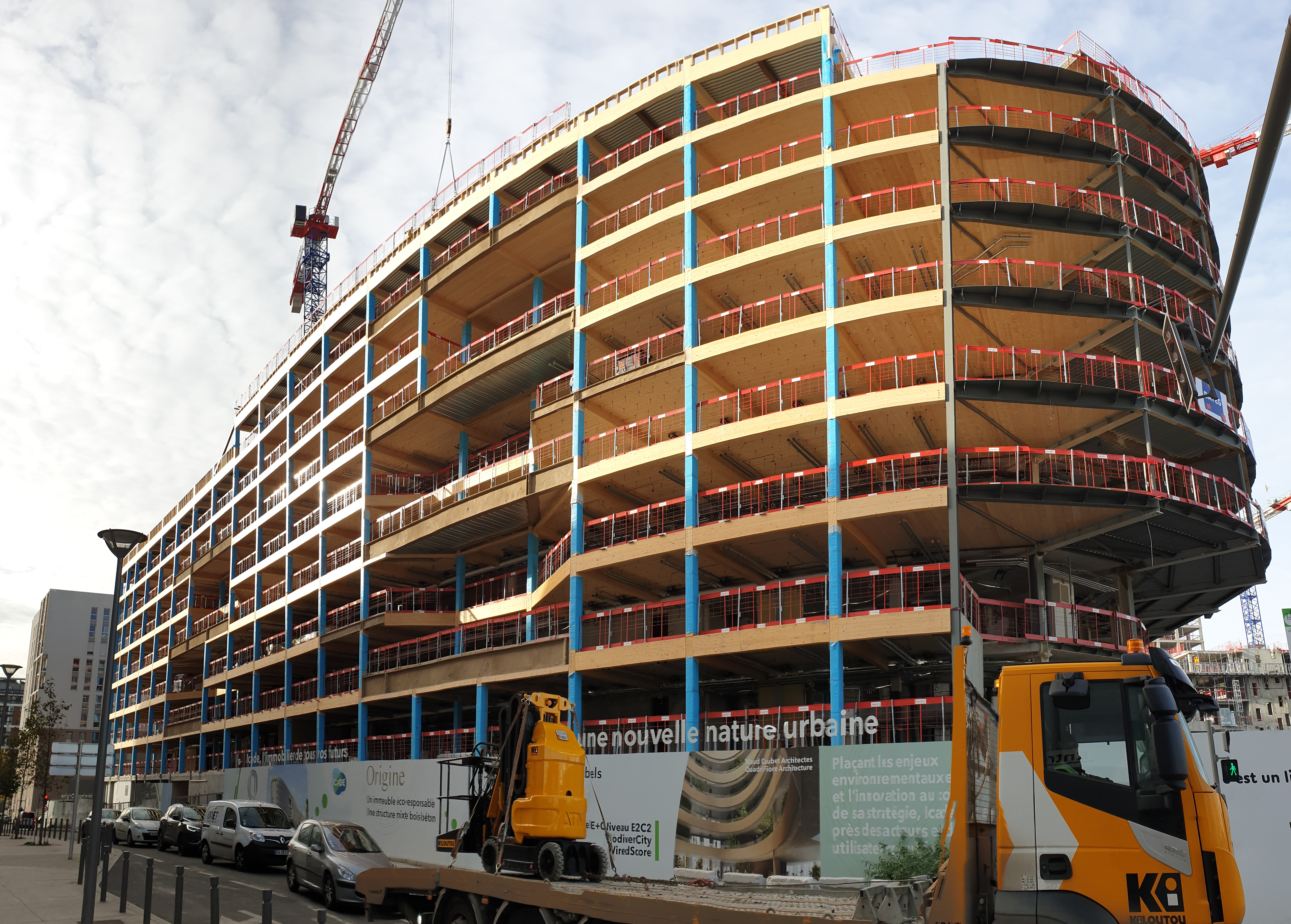
Construction de bureaux en partie en bois à Nanterre en 2019.

Au sens large il peut s'agir d'éléments d'infrastructures (pont, jetée par exemple), de cabanes, maisons ou immeubles, de navires, etc. L'ossature-bois est le principe constructif actuellement le plus répandu. Une tour de 84,5 mètres (en construction en Norvège en 2018 devrait être le plus haut bâtiment construit en bois dans le monde monde [la tour HoHo à Vienne sera haute de 84 m, mais sans être entièrement en bois (76 % de bois)].

## Des progrès techniques récents
Ce sont par exemple l'aboutage industriel, y compris de bois vert, le bois lamellé-collé, la rétification du bois, les assemblages et renforts collés voire thermo-soudés, le séchage rapide et traitement par bio oléo-thermie, etc.
Ils permettent des portées ou des types d'assemblages autrefois impossibles, mais pouvant rendre les réparations et la déconstruction plus délicates.
Il est aussi possible en 2018 d'utiliser en impression 3D des plastiques contenant environ 30 % de poudre de bois (depuis 2015, pour une mise en œuvre par frittage laser), ou des filaments composites (dits bio-plastiques) à base de bois (Woodfill, depuis 2013), ou de bambou (depuis 2014) ou encore en liège pour certaines impression 3D, avec alors la possibilité d'imprimer des formes complexes et/ou emboitées à bas prix. Des progrès concernent aussi l'isolation acoustique dans les constructions en bois. Dans une grande partie du monde, les résineux et/ou certains bois tropicaux ont pris une place croissante dans la construction-bois. En marge du domaine du bois-matériau, on trouve aussi de plus en plus de bétons de bois .
L'innovation réside aussi dans les performances liées aux systèmes constructifs qui permettent des records de portées ou de hauteurs,.

## Traditions constructives en bois

### Par système structurel
Il existe de nombreuses approches constructives utilisant le bois comme matériau structurel. On distingue deux familles principales : les constructions à ossature en bois, les constructions massives en bois, les constructions à panneau porteur, et les systèmes pièce-sur-pièce à coulisse.

#### Constructions à ossature en bois
- Pan de bois et maison à colombages
- Ossature à bois longs, par exemple les constructions à ossature croisée dite « balloon frame »
- Ossature à bois courts, par exemple les constructions à ossature plate-forme
- Ossature poteau/poutre, poteau en terre

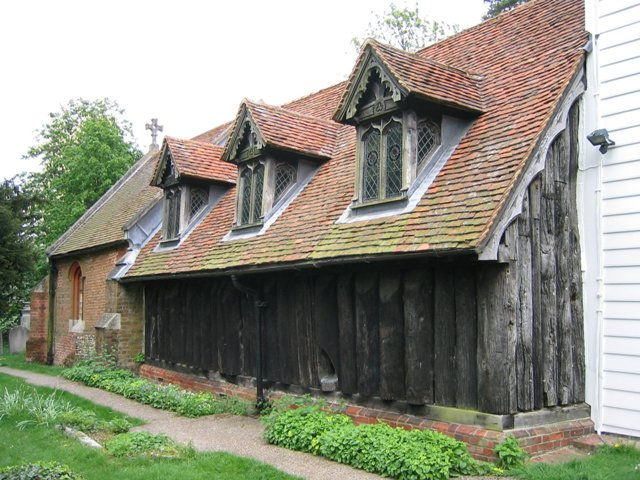
L'église de Greensted, en « bois debout ».

#### Constructions en bois massif
- Construction en bois massif empilé
- Constructions en rondin de bois
- Constructions en bois cordé
- Stavkirke

Construction en bois à panneau porteur
Le système pièce-sur-pièce à coulisse

### Par système de remplissage

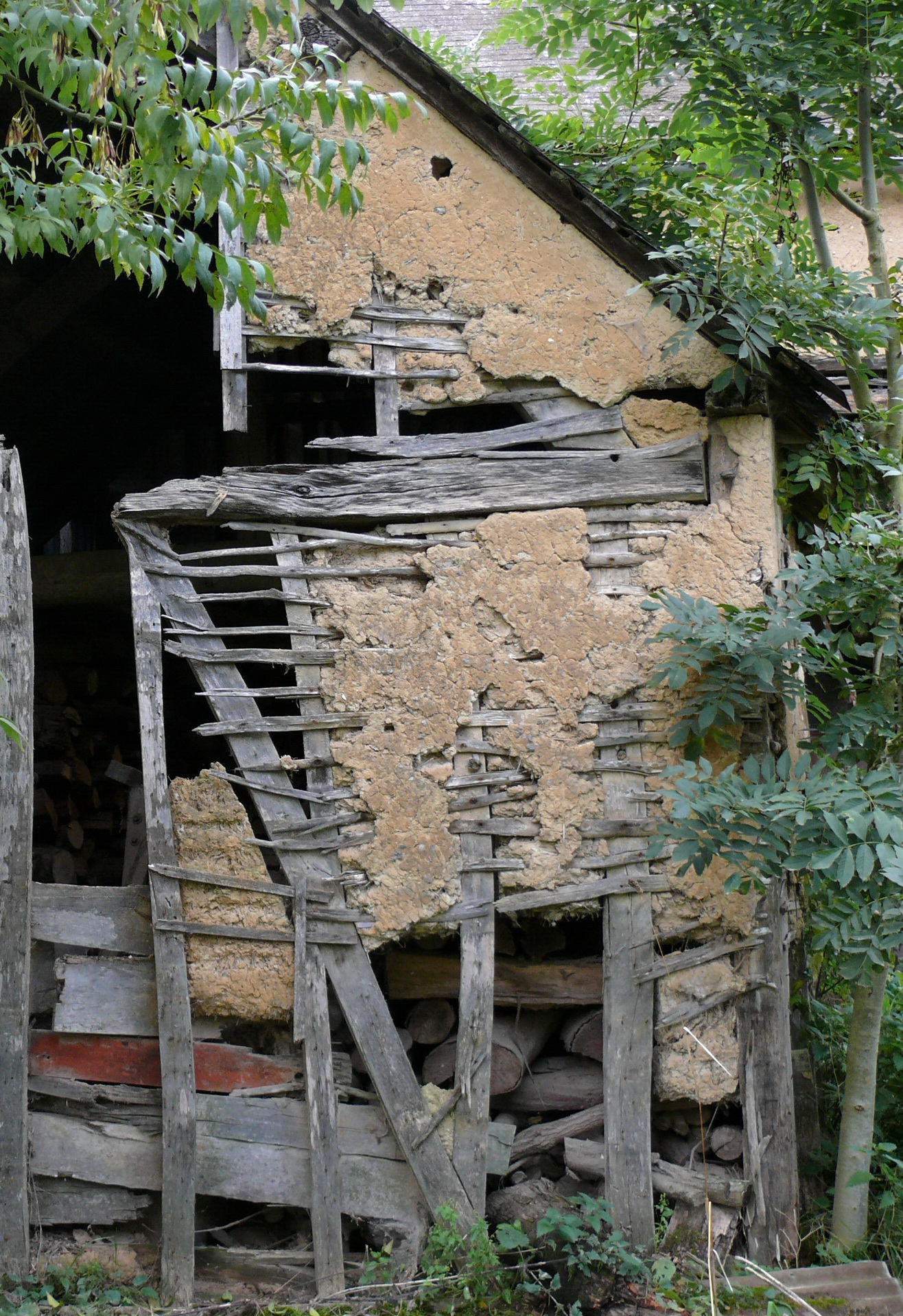
Torchis. Vestige d'une ferme picarde, montrant la mise en œuvre du torchis plaqué sur lattis.

#### Isolation biosourcée
Les isolants biosourcés comprennent la laine de bois, la ouate de cellulose, la paille, le chanvre, le béton de chanvre, le lin, le coton ou autres textiles. Ils peuvent utilisés dans les murs ossatures bois (MOB), eux-mêmes considérés comme matériaux biosourcés, mais ils peuvent utilisés comme isolants dans d'autres structures faites à partir d'autres matériaux.

### Par pays
Allemagne
La construction bois est passée de 12 % en 2000 à 17 % en 2019 et s'explique par une volonté de changement de paradigme, c'est-à-dire en faveur de la lutte contre le réchauffement climatique.

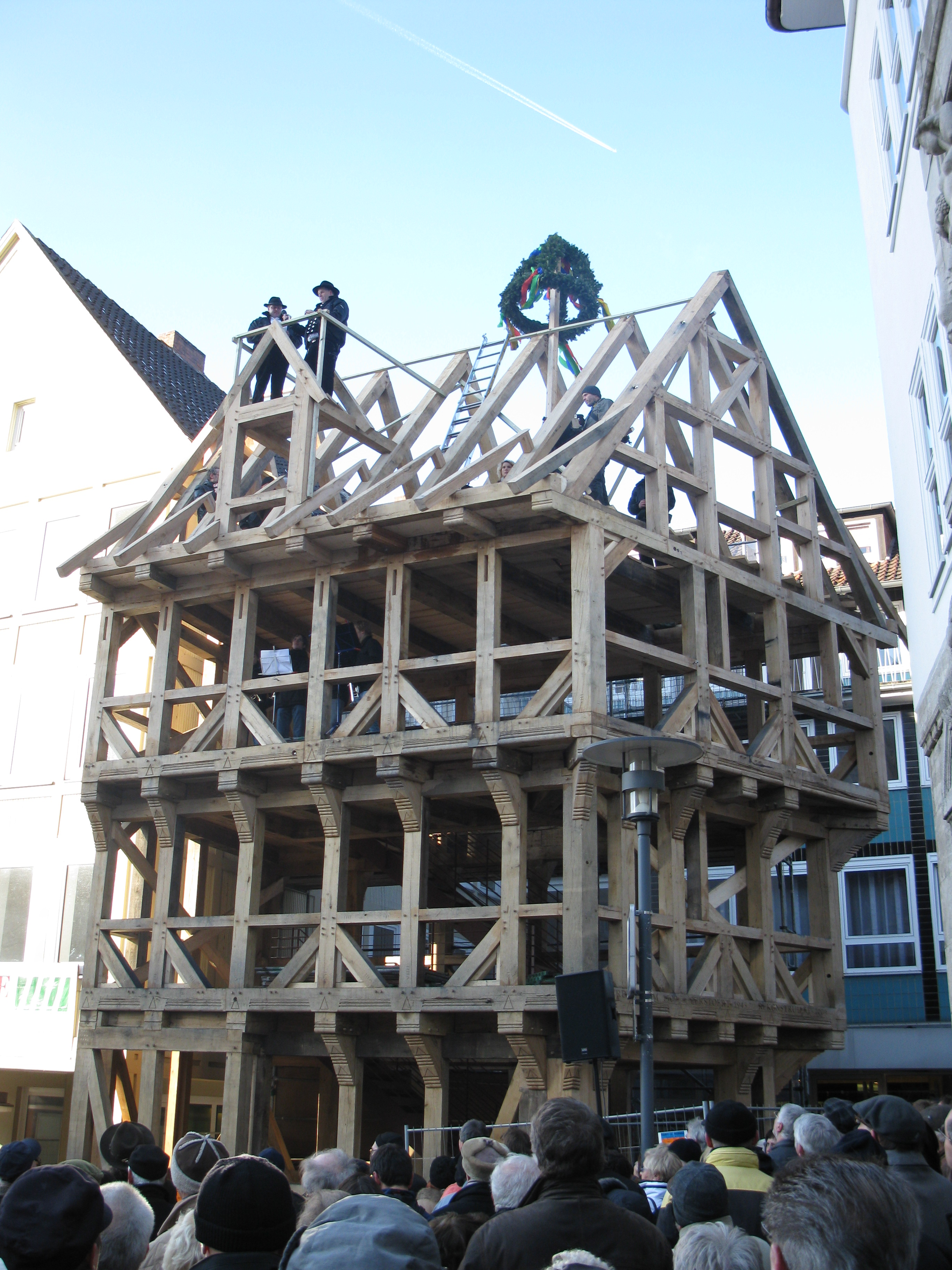
Pan de bois. Reconstruction en 2010 de la maison à colombages dite le « Pain de Sucre renversé de Hildesheim », Hildesheim, Allemagne, 1510.

L'Allemagne est considéré comme pays pionnier de l'industrialisation et de la préfabrication dans le domaine de la construction bois.
Canada
En 2015, la juridiction du Québec est devenue la première juridiction de l'Amérique du Nord à soutenir officiellement la construction de grands immeubles en bois massif.
Entre 2007 et 2015, le taux de construction en bois a doublé au Québec.
En 2019, la Colombie-Britannique double la hauteur maximale autorisée pour les tours de bois.
En avril 2022, FPInnovation, un organisme privé sans but lucratif, qui soutient la compétitive mondiale des entreprises canadienne de la filière bois met à jour un guide technique et règlementaire pour aider l'ensemble des acteurs de la construction à se tourner vers le matériau bois.
France
Japon
L'architecture japonaise se caractérise par des structures bois. Traditionnellement, les japonais utilisent le bois dans la structure des bâtiments mais aussi dans l'aménagement. Les constructions bois sont surélevées pour permettre de bien ventiler les bâtiments.
Les japonais proposent des solutions d'assemblages ingénieuses sans clous, ni vis.
L'architecte Kazumaza Watanabe est une référence pour les ouvrages bois en zone sismique,.
Louisiane française
Madagascar
Russie
Suisse

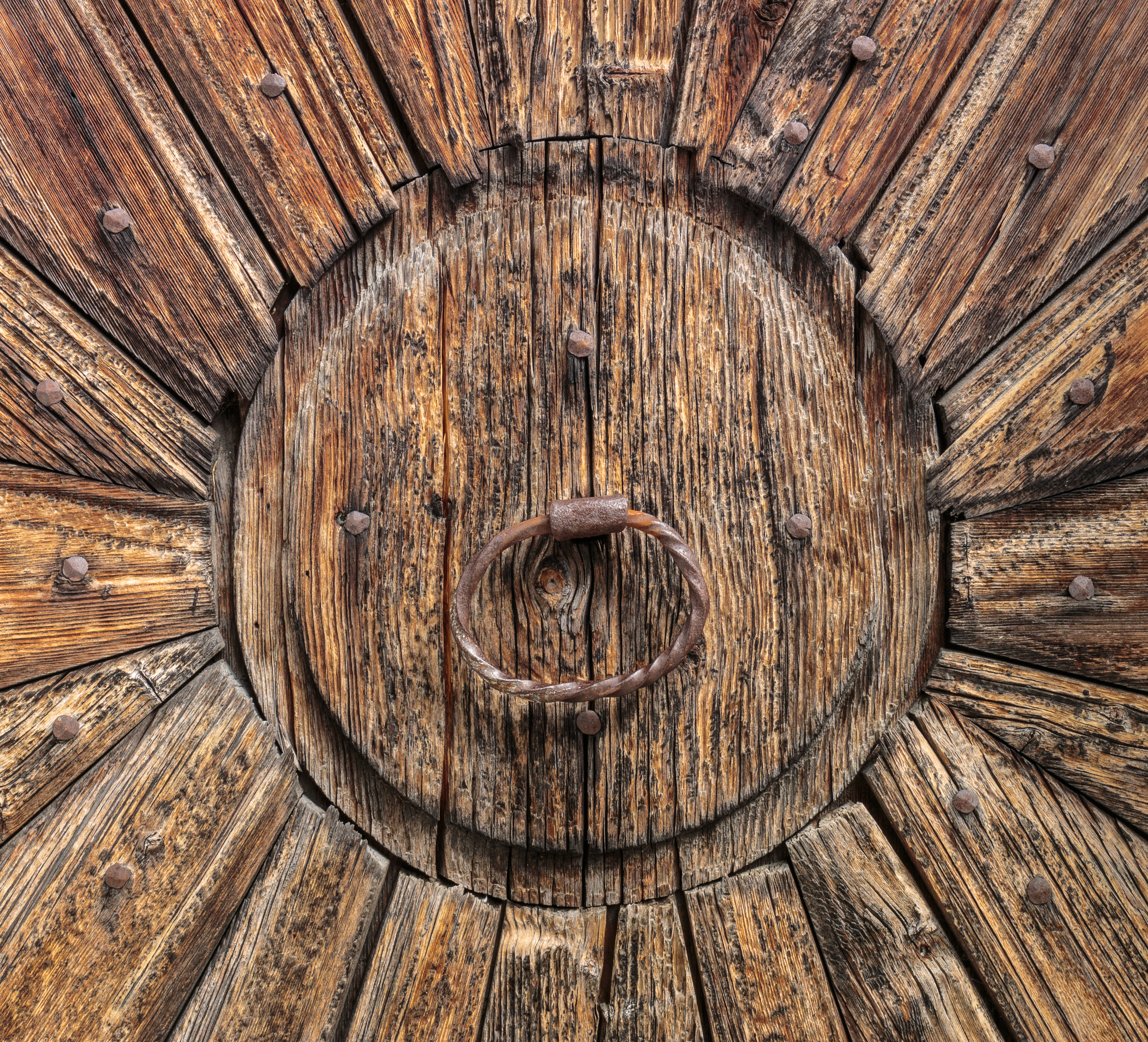
Détail d'une porte en bois d'une chapelle à Breil/Brigels, Suisse.

La construction de chalet en bois en Suisse est une tradition récente marquée par l'essor du tourisme au début du siècle. En 1978, avec l'arrivée de Julius Natterer, l'École polytechnique fédérale de Lausanne, créé une chaire construction bois qui prendra une envergure internationale avec la recherche et le développement piloté par Jean-Luc Sandoz. Le bois est de plus en plus utilisé pour les constructions d'immeubles, notamment dans les zones urbaines comme Lausanne ou Winterthur,,. 

## Ouvrages en bois

### Plancher en bois
Un plancher est un plan horizontal qui peut être porteur ou non-porteur de la structure. Un plancher bois massif est synonyme de parquet bois pour les particuliers ou dans la grande distribution. Dans le domaine professionnel, il s'agit d'éléments de structures porteuses et horizontales qui font l'objet de calculs en bureaux d'études bois pour leur mise en fonction.

#### Les planchers bois massif
Les planchers en bois massif sont composés de planches juxtaposées, clouées ou vissées.

#### Les planchers mixtes bois-béton
Il s'agit de rajouter une chape de béton pour apporter de la masse sur les planchers bois pour obtenir des planchers mixtes bois-béton. Les premiers essais datent de 1939. Depuis, de nouvelles solutions sont régulièrement développées. Selon les applications et les exigences des bâtiments, c'est le bureau d'études bois qui préconise le plancher massif bois ou le système mixtes bois-béton.

#### Les planchers en bois lamellés-croisés (CLT)
Il s'agit de panneaux de bois multiplis et collés entre eux de manière croisée. Les planchers CLT sont utilisés de manières horizontales (en dalle de plancher) ou verticales (en mur).

### Parois en bois

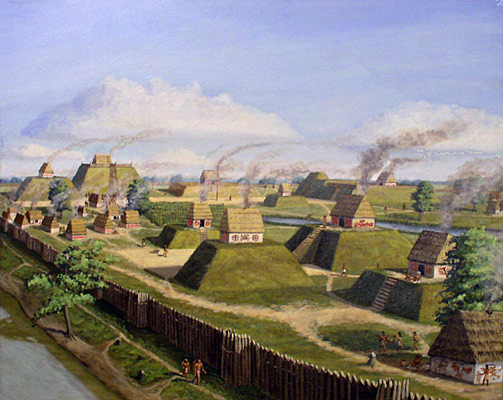
Palissade, Angel Mounds, Civilisation du Mississippi, Evansville, Indiana

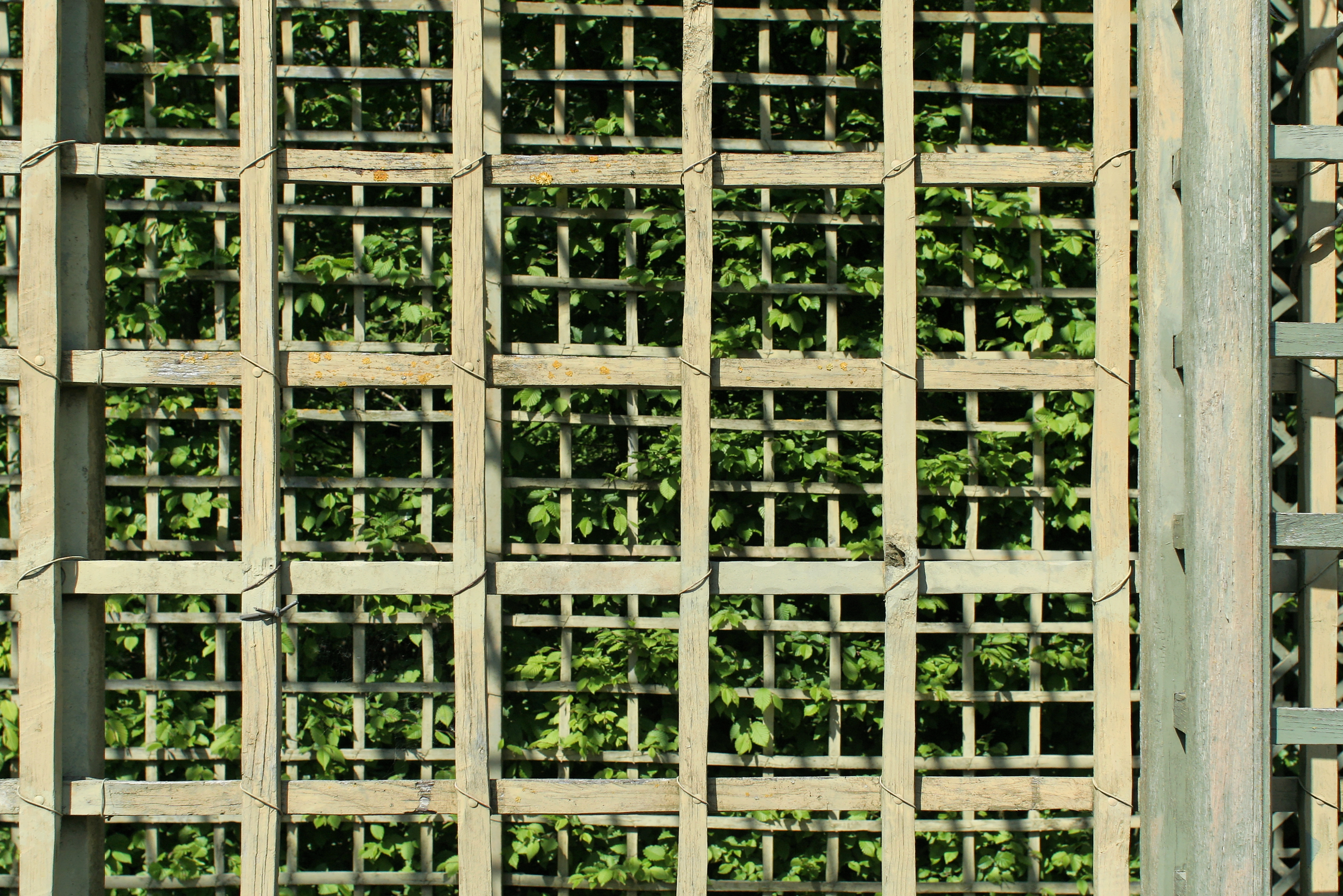
Treillage, Parc de Versailles, Bosquet de l'Encelade, treillage (détail)

#### Palissade
Une palissade est un ouvrage fait avec des bois refendus « carrément » liés les uns contré les autres, et qui constitue une séparation ou un rempart.

#### Pan de bois
Le pan de bois désigne un ouvrage de charpenterie composé de sablières hautes et basses de poteaux de décharges et de tournisses formant mur de bois. Les pans de bois intégraient des colombages, colombes et colombelles, ce qui fait de « colombage » un terme synonyme pour désigner le bâtiment incorporant cette technique : la Maison à colombages.

#### Rondins de bois

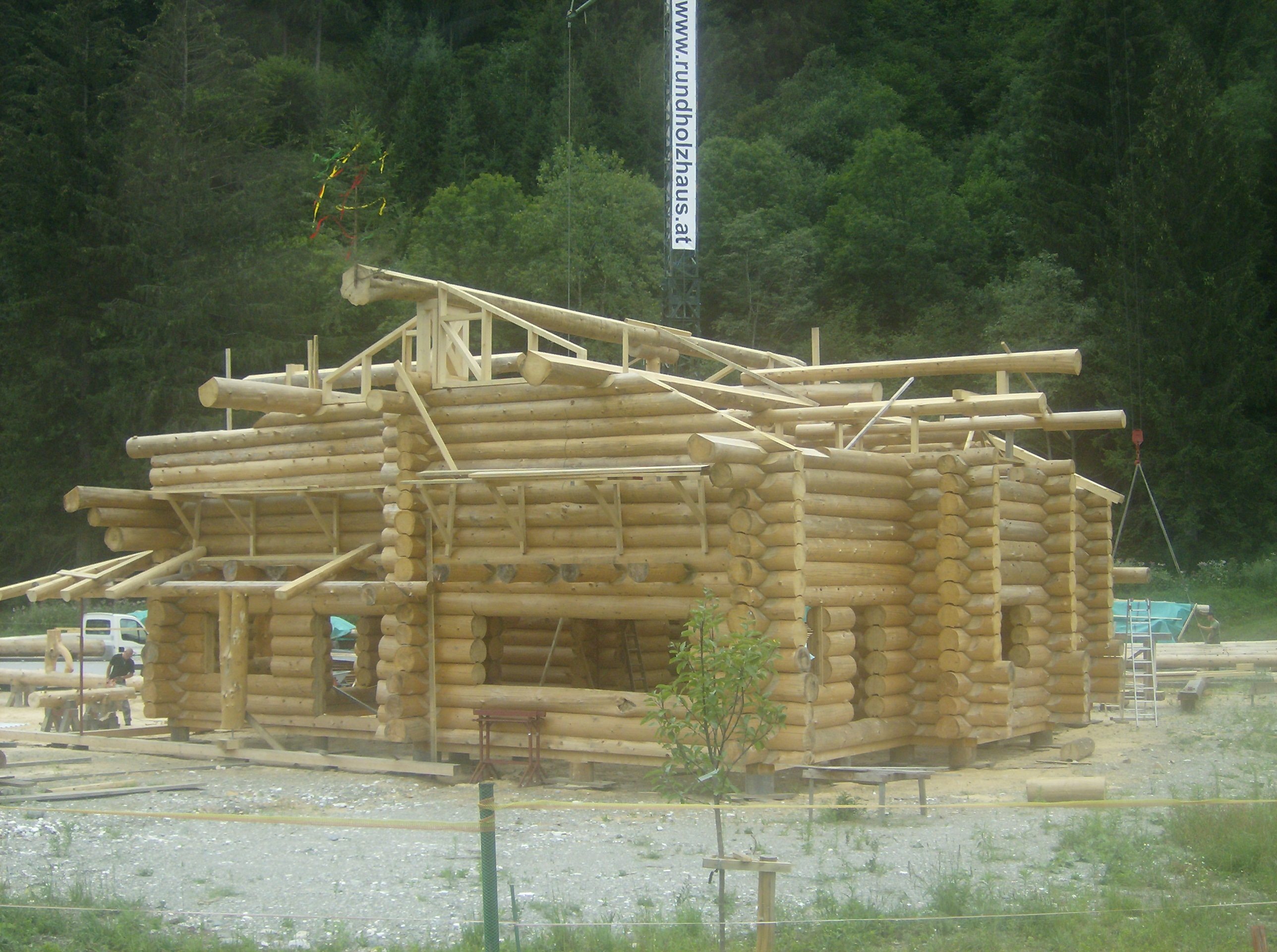
Maison de bois en construction (Autriche, 2006).

#### Treillage
Le treillage désigne un assemblage de tringles, l'ensemble formant des parois ajourées destinées à supporter des plantes grimpantes, les espaliers ou à ménager des séparations, les palis ou palissades. C'est un élément de décoration des jardins dans l'architecture classique.

### Parement en bois

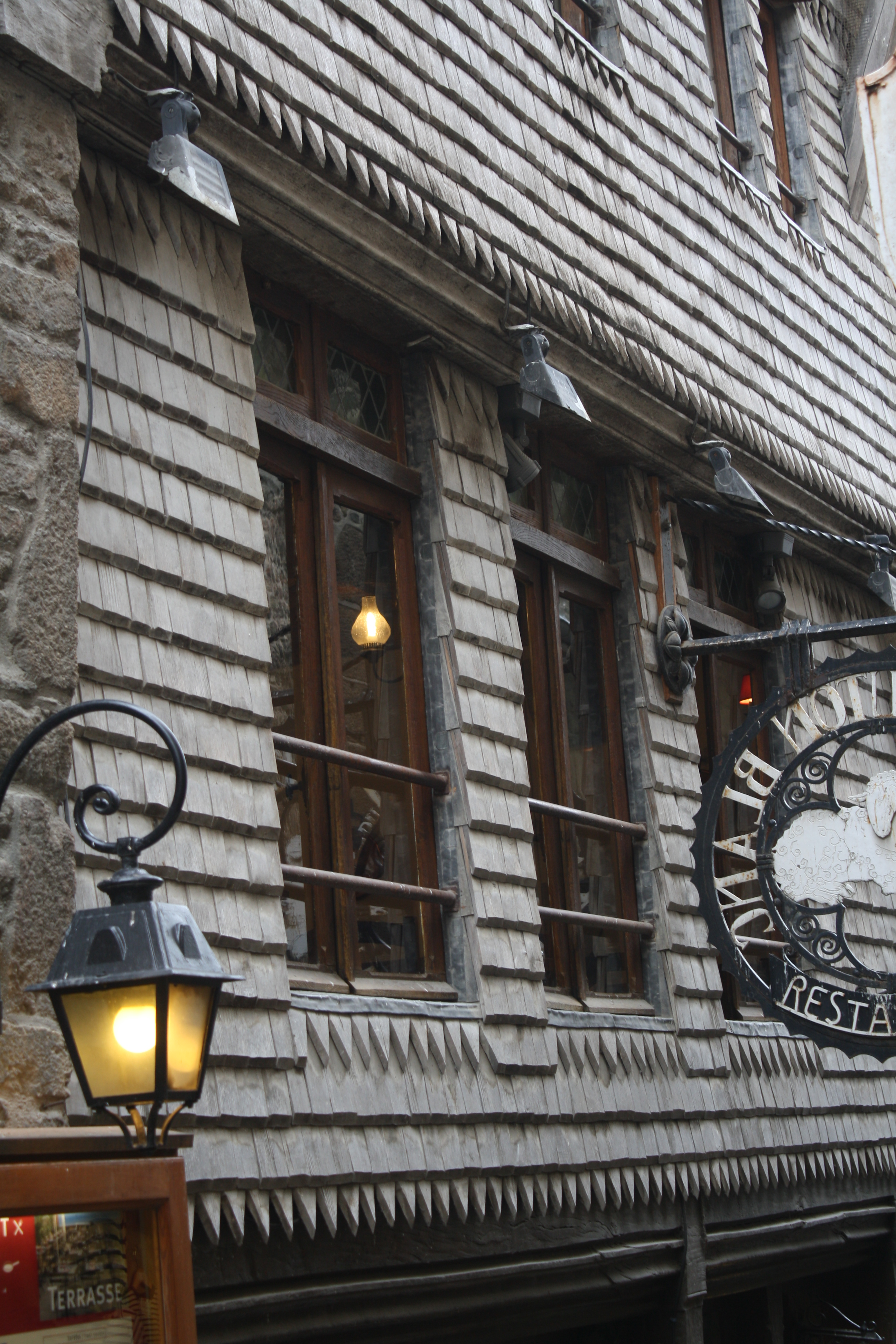
Abbaye du Mont-Saint-Michel. Bardeaux

### Échafaudage

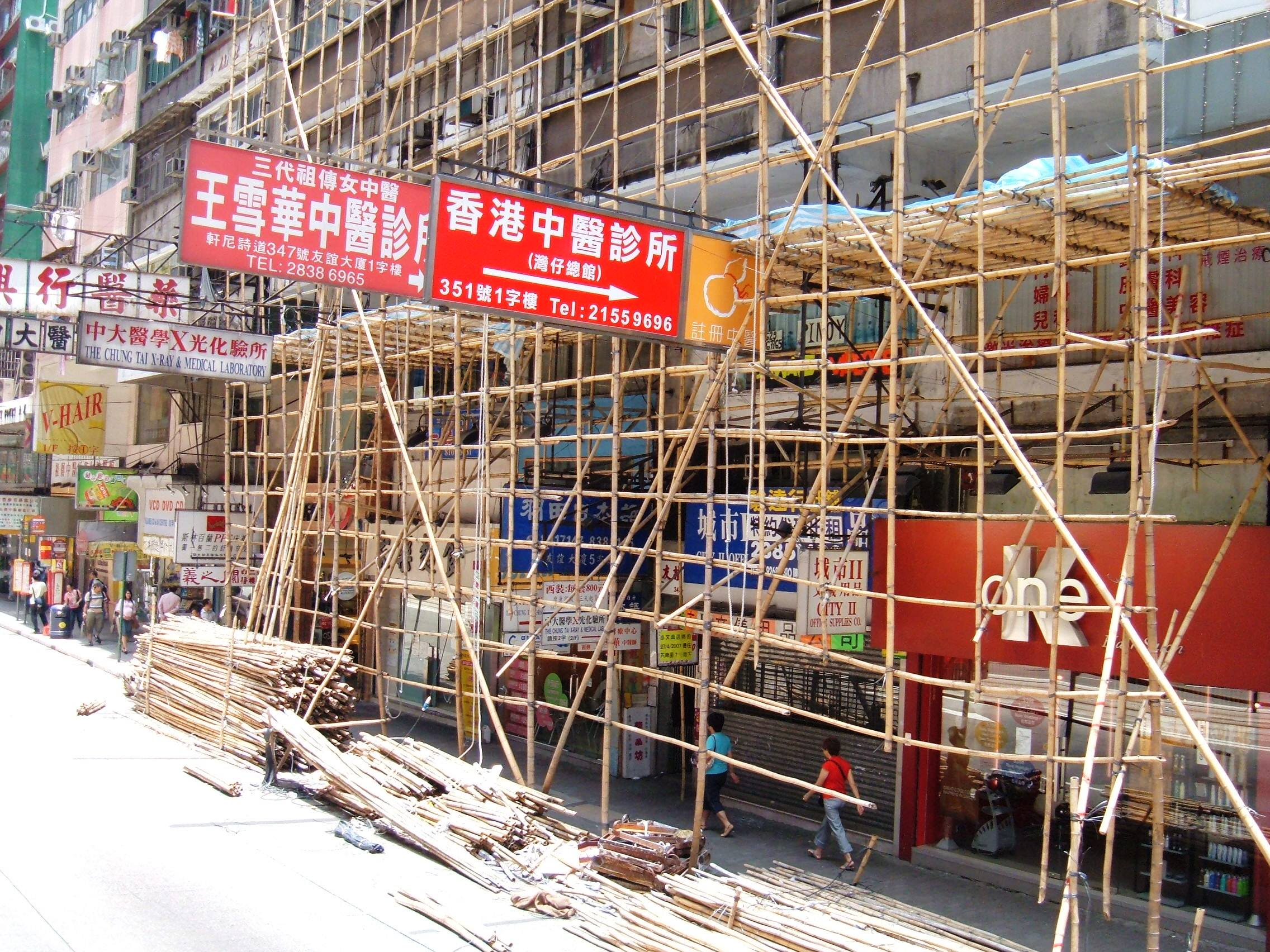
Échafaudage de bambous

instruments de musique

## Applications

### Habitat collectif
Les logements collectifs en bois sont en forte croissance. Il peut s'agir de logements sociaux ou de standing en zone rurale et urbaine,,. 

Logements rue Domrémy, Paris, par Marie Schweitzer
Logements de standing, rue de Javel, Paris, par Marie Schweitzer
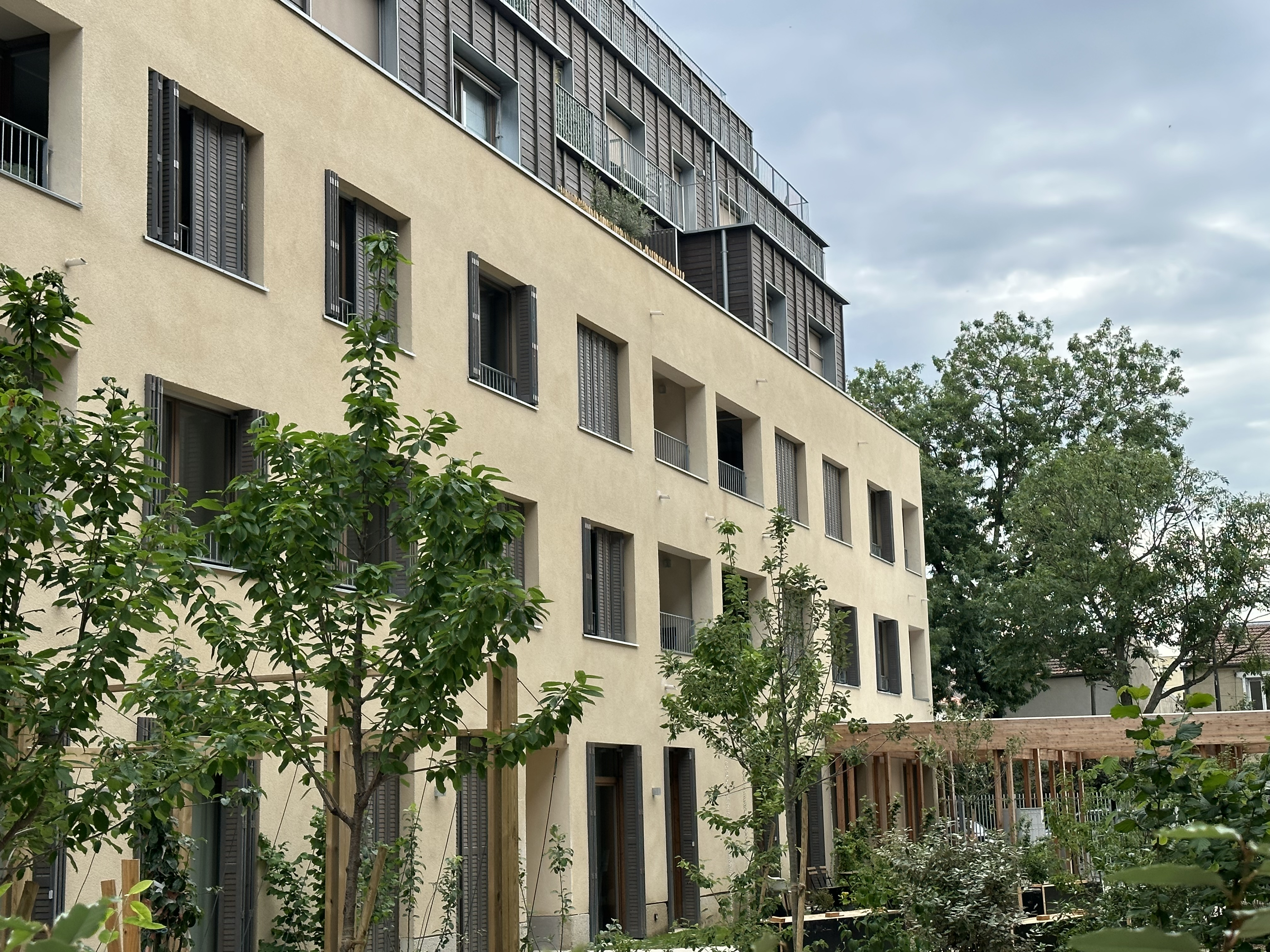
Logements en bois, bas carbone, certifiés E3C2, rue Paul-Meurice, Paris XXe

### Surélévations
Les surélévations bois sont de plus en plus fréquentes en zone urbaine et le bois, étant un matériau plus léger que les autres, permet de réaliser plus de niveaux donc plus de logements.

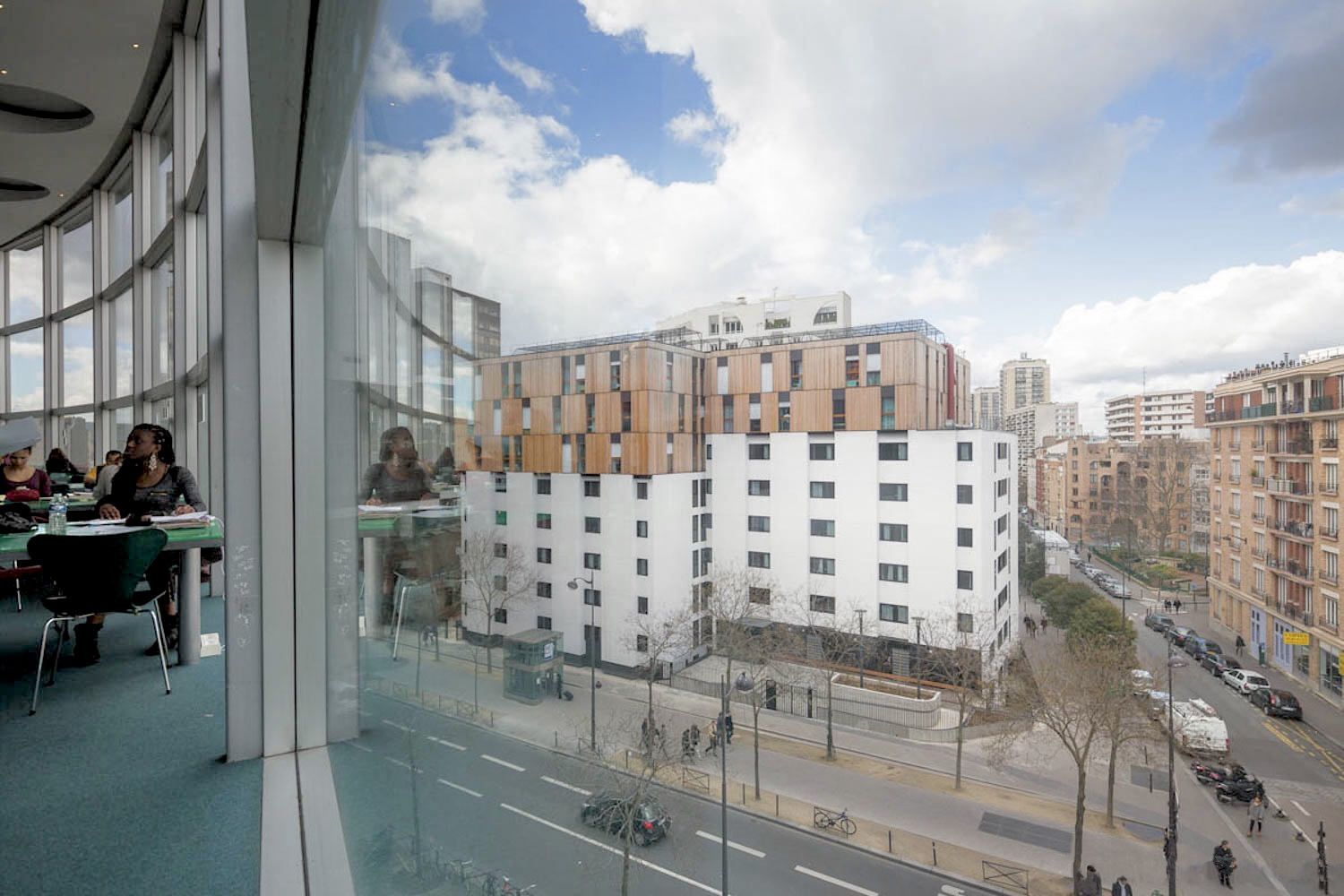
Surélévations de logements à Paris, par Marie Schweitzer

### Bureaux
Des immeubles en bois sont dédiés pour partie à des bureaux pour des entreprises. Plusieurs pays comme la Suisse, la Suède, le Canada ou la France développent ce type de construction dans les zones urbaines,,,.

### Tours en bois
En février 2022, une étude réalisée par l'association internationale Conseil des immeubles de grande hauteur et de l'habitat urbain (CTBUH ) dénombre 139 tours en bois de plus de 8 niveaux dans le monde,. L'Europe a plus de la moitié des immeubles en bois de grande hauteur et la France en possède deux. La tour Hypérion à Bordeaux, livrée en 2021 par le groupe Eiffage et le Palazzo Méridia à Nice livré en 2019 par le groupe CBS-Lifteam dirigé par Jean-Luc Sandoz,.

### Églises

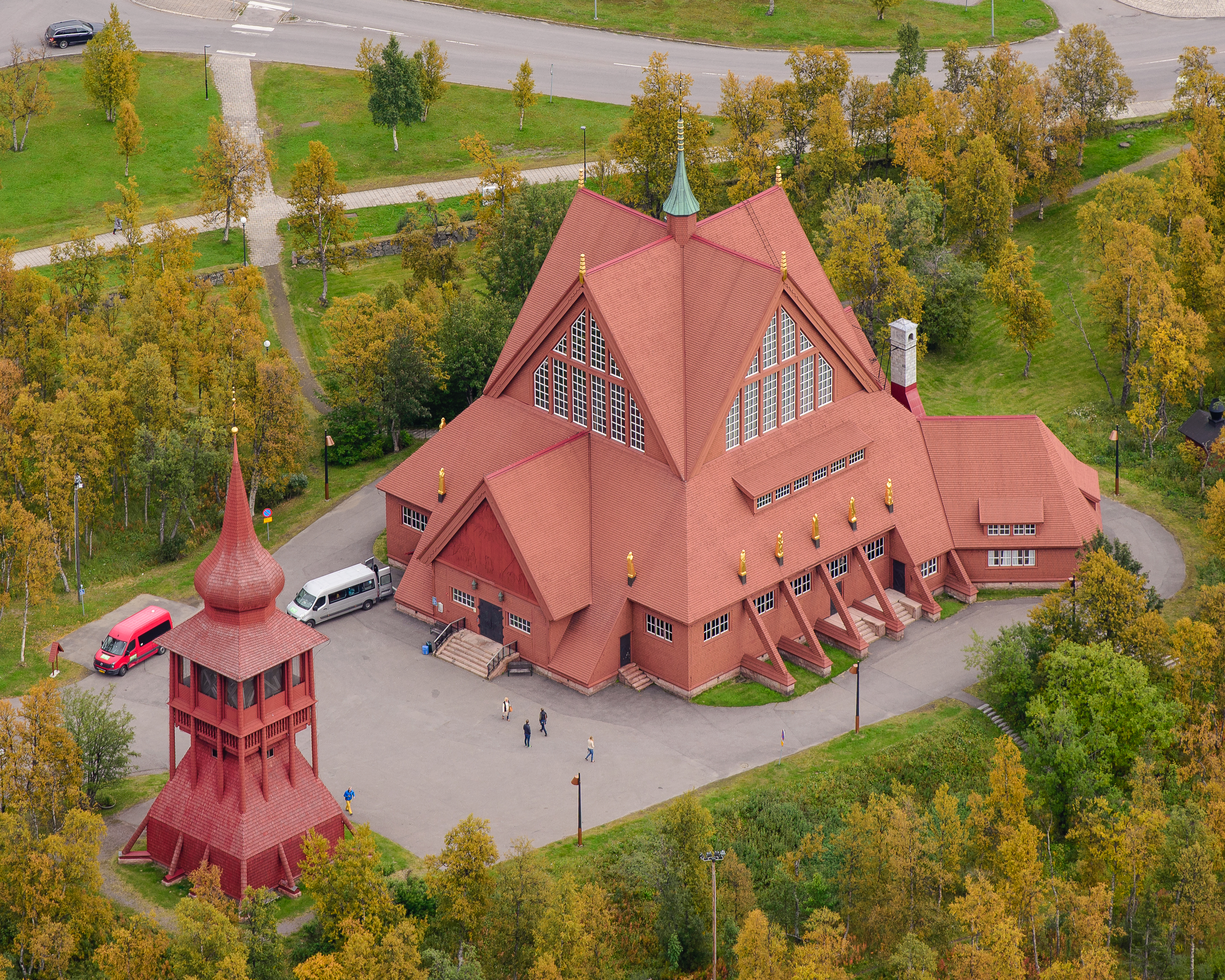
L'église de Kiruna, l'un des plus grands bâtiments en bois de Suède.

Voir la catégorie église en bois

### Équipements divers
La ville de Vanves opte pour une forme libre en structure bois pour l'espace sportif de son lycée.

### Loisirs et sport
Des gymnases, des halles de sports et des centres aquatiques sont construits en bois,,. Les jeux olympiques de Paris 2024 sont un signal fort pour introduire le bois dans toutes les infrastructures sportives ou de logements qui serviront pour les épreuves et pour loger les athlètes à Paris. Ceci dans la continuité de la volonté du CIO qui avait donné le ton avec le Bâtiment Vortex lors des Jeux olympiques de la jeunesse à Lausanne en 2020. Il existe des murs d'escalade en bois avec les blocs de prises également réalisés en bois.

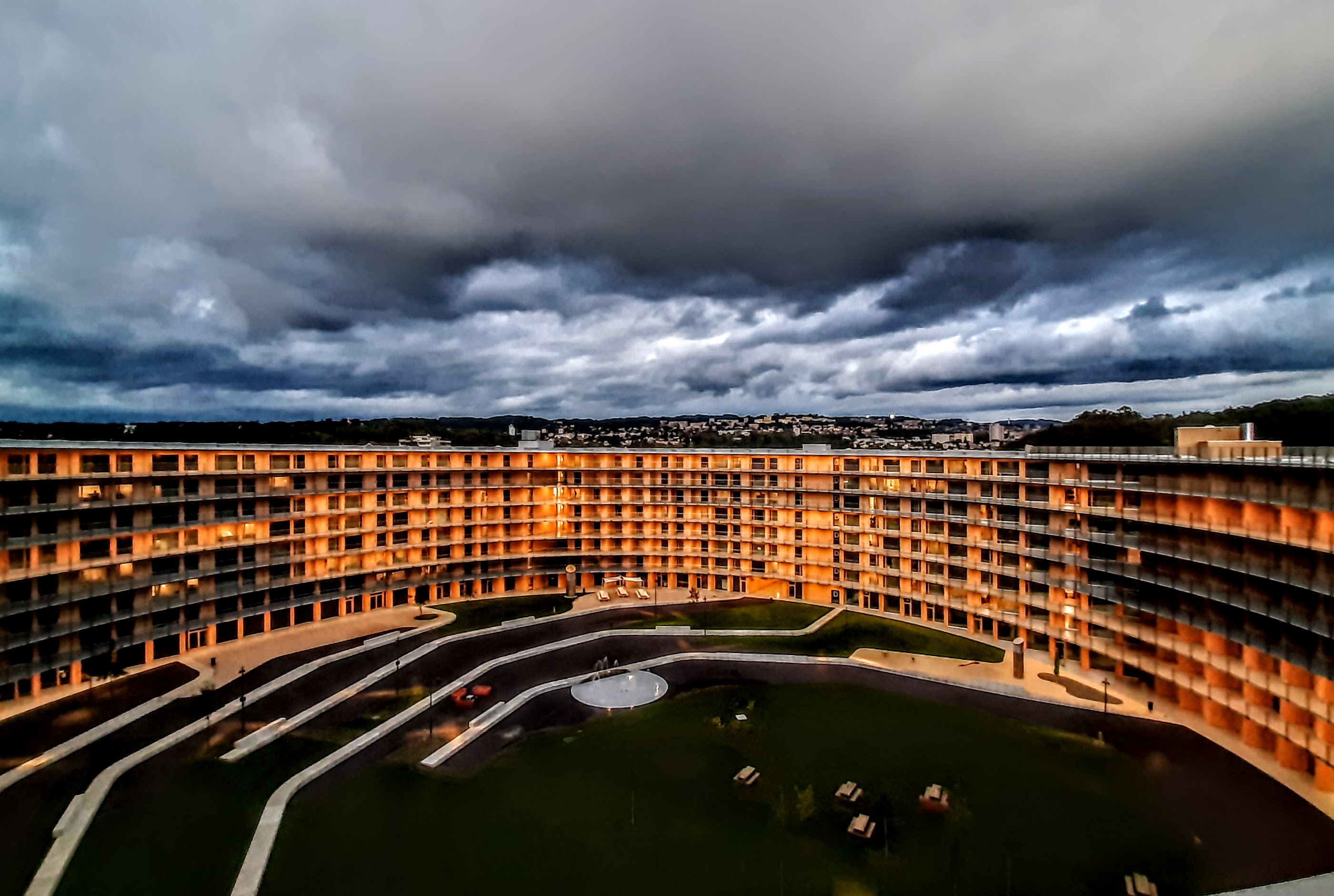
Bâtiment Vortex, conçu par Itten&Brechbühl, village olympique Lausanne 2020, puis logements étudiants depuis l'été 2020.
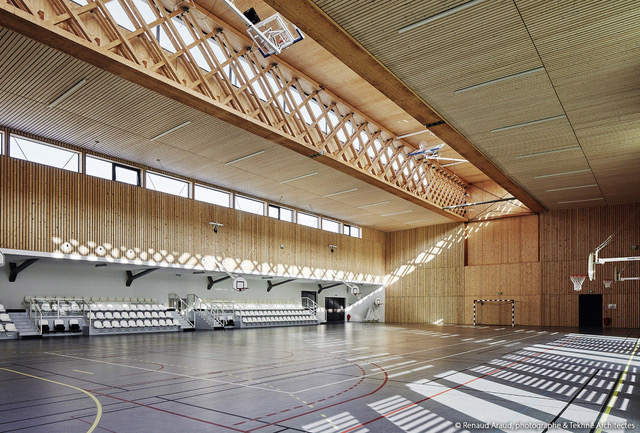
Halle de sport, isolation paille, ville de Donzère par l'agence Tekhnê Architecte
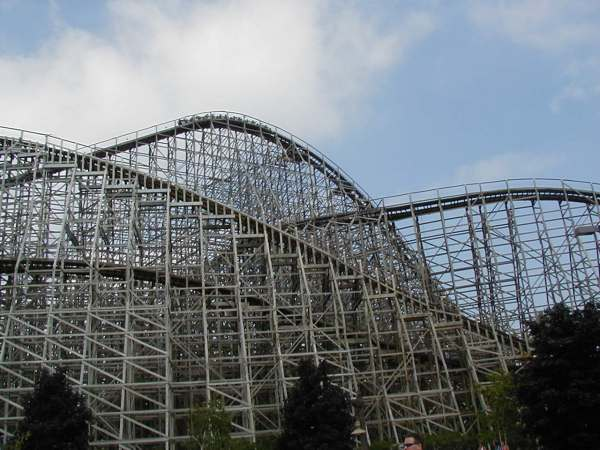
Steel Vengeance par Dinn Corporation

### Ponts en bois

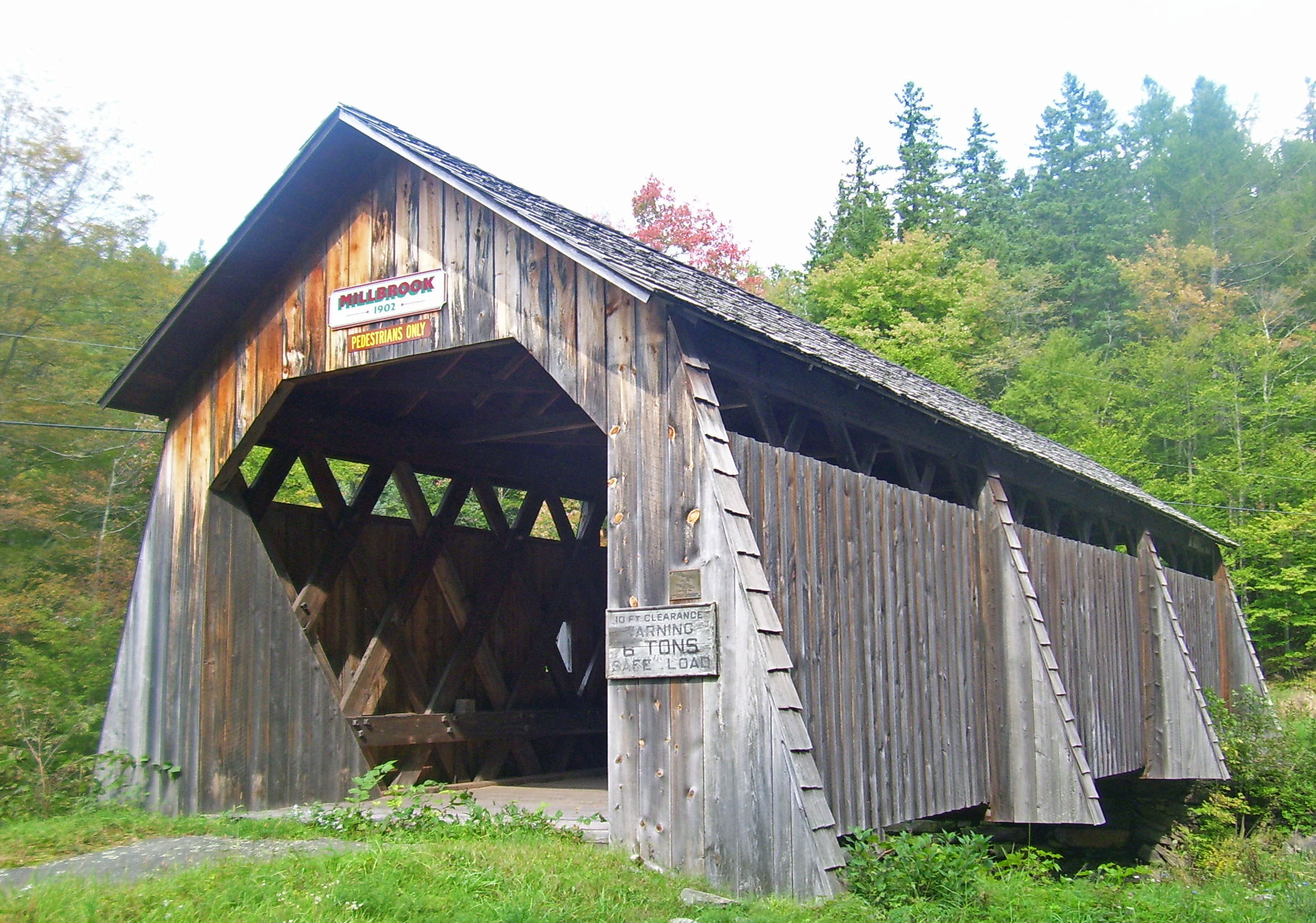
Grant Mills Bridge. Pont couvert en bois

### Machines

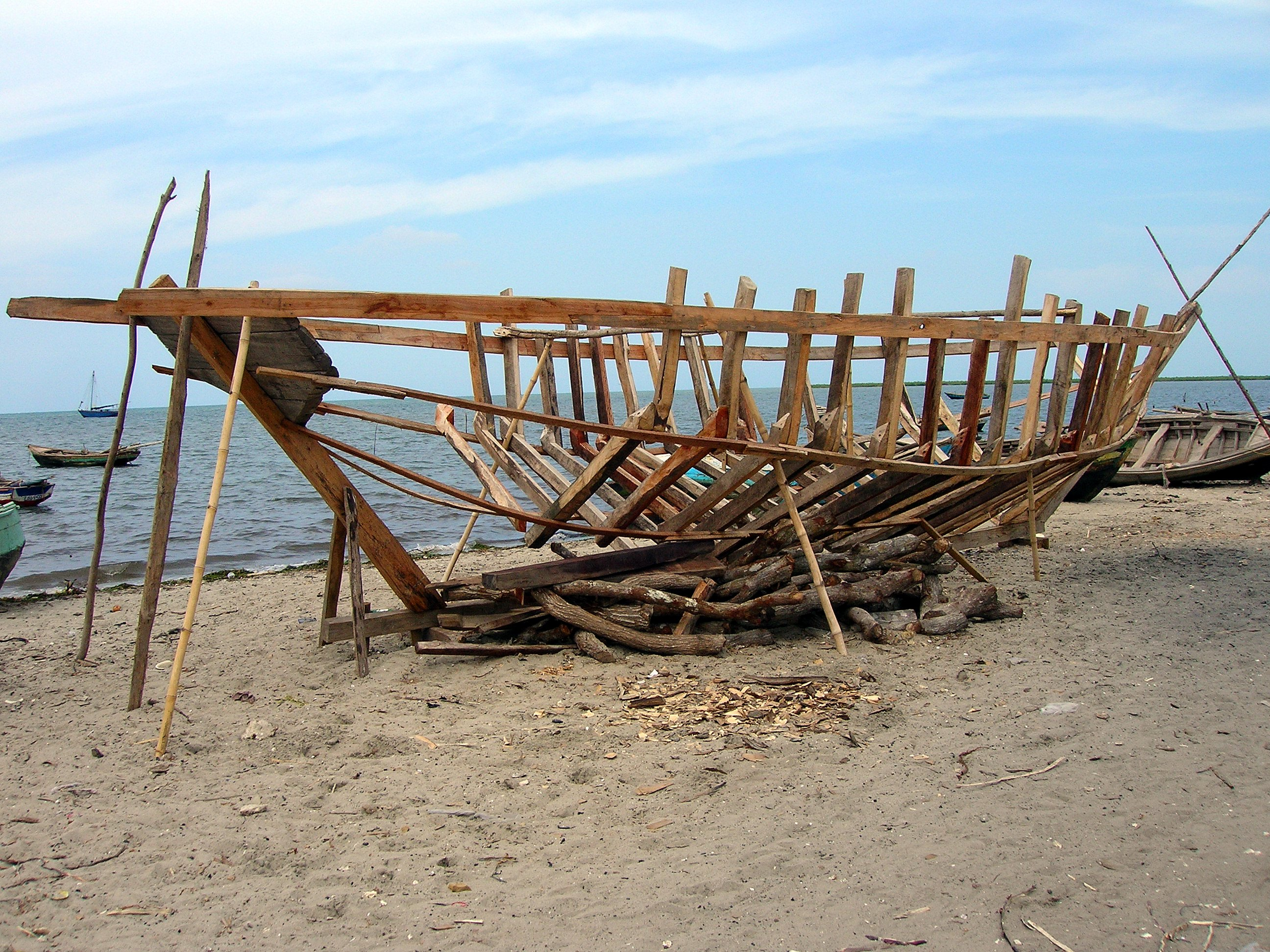
Voilier de pêche en bois en construction, Cap-Haïtien, Haïti.

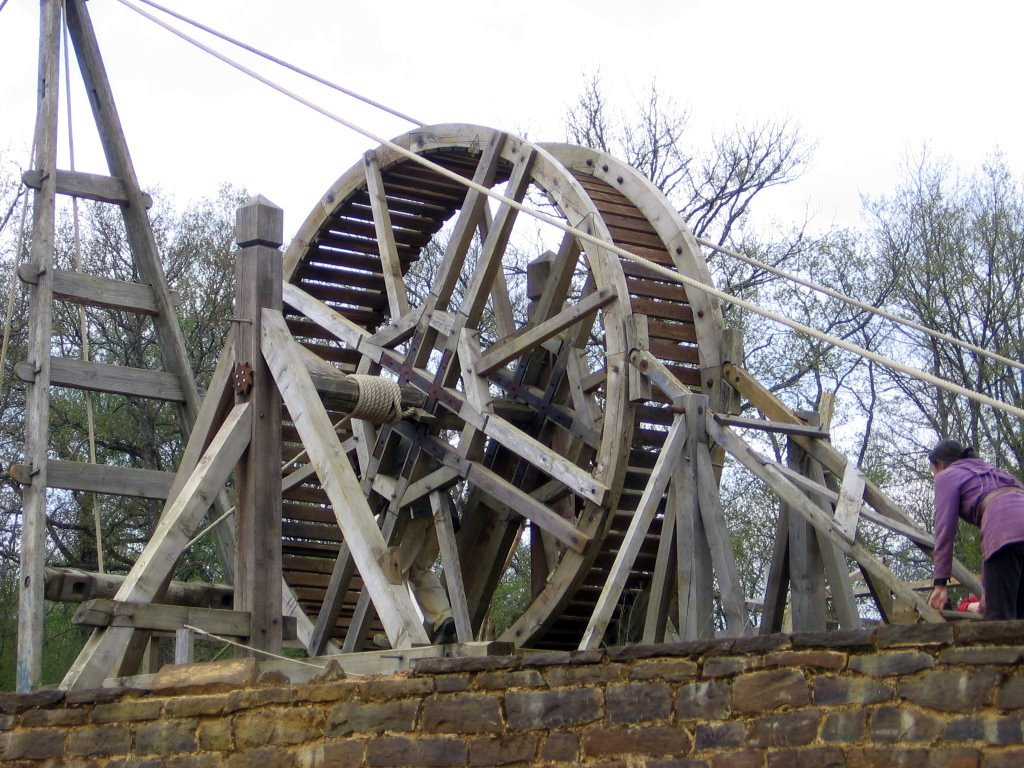
Chèvre sur le chantier médiéval de Guédelon

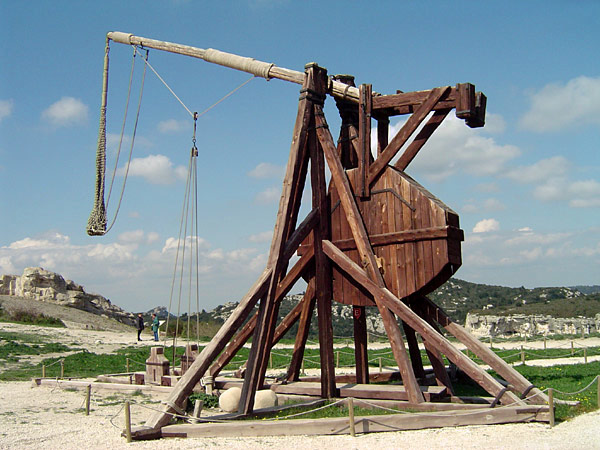
Réplique d'un trébuchet.

## Vulnérabilité
Le bois présente sous certaines formes une certaine vulnérabilité au feu, tout en étant mieux classé que beaucoup d'autres matériaux.
Il présente aussi, notamment quand il est exposé à l'humidité une vulnérabilité à la décomposition par des bactéries, champignons et insectes xylophages ou saproxylophage (Bostrichidae et termites notamment, notamment en zone tropicale ).

## Filière en France
En 2018, le secteur construction bois regroupe 2 080 entreprises pour 13 170 emplois et un chiffre d’affaires d’1,9 milliard d’euros.

### Soutiens à la filière en France
En 2009, une réflexion sur le développement des usages des matériaux biosourcés (bois notamment) dans la construction est lancée, aboutissant à un premier Plan Bois construction (2009-2015) devant mieux  caractériser les performances techniques du bois (solidité, thermique, environnement, etc.). Cette phase montre que le bois répond aux exigences de la réglementation du bâtiment.
En 2011, un programme démonstrateur (« 100 constructions publiques en bois local ») est lancé par la Fédération nationale des communes forestières (FNCOFOR), pour que les constructions se fassent à partir de bois local.
En 2012, un label « bâtiment biosourcé » est défini par décret , à la fois quantitatif (tonnes de biomasse mise en œuvre) et qualitatif (fiche de déclaration environnementale et sanitaire, bois issus de forêts durablement gérées, faible émissions de COV).
En 2014, un contrat stratégique de filière bois est signé par les ministres de l’économie, de la forêt, de l’environnement et du logement et deuxième Plan Bois construction est lancé (2014-2017), soutenant trois stratégies de filière à savoir, renforcer les compétences et l’attractivité des métiers de la construction et de la rénovation en bois, valoriser le feuillu dans la construction-bois, et positionner le bois dans la réhabilitation.
En 2015, une Charte « Bois construction publique exemplaire » est signée par quelques régions et cette même année la loi TECV dit que la construction bois est « encouragée par les pouvoirs publics lors de la construction ou la rénovation des bâtiments » .
En 2018, 36 projets d'immeubles de moyenne et grande hauteur (IMGH) en bois sont retenus par un appel à manifestation d’intérêt « Immeuble à Vivre Bois », avec 13 lauréats.
En 2020, l'interprofession bois d'Île-de-France lance le premier Pacte Biosourcé au niveau régional. Il est suivi par les acteurs de la Région Grand-Est qui signent ce nouveau Pacte lors du Forum International Bois Construction en avril 2022. Les signataires s'engagent à augmenter  de 10 à 40 % la part du bois dans leurs constructions à venir.
En 2021, dans le cadre du Plan de relance économique de la France, le premier ministre Jean Castex, annonce une aide de 200 millions d'euros à la filière bois.

### Promotion et communication
De nombreux organismes privés et publics sont chargés de la promotion de la filière bois. Des syndicats professionnels, des organismes nationaux, des pôles de compétitivité, des centres techniques, des associations ou encore des territoires. L'ensemble des secteurs de la filière bois sont représentés, allant de l'aval avec la gestion forestière, à l'amont avec l'innovation, en passant par la transformation, que ce soit dans le secteur de l'industrie, de l'ameublement ou de la construction.
La filière bois a ses propres médias comme Le Bois International, Séquences Bois, Architecture Bois, Fordaq, Bois Mag, Woodsurfer, Artisan et bois, l'Atelier du bois, La Forêt privée, Filière Bois ou encore Lignum en Suisse.
Le Forum International Bois Construction réunit annuellement les acteurs de la filière.